# Horror punk
A horror punk, más néven horror rock egy zenei műfaj, ami az 1970-es években alakult ki. Jellegzetessége a goth és a punk hangzás keveredése; mindez kiegészülve erőszakos és morbid képi világgal és dalszöveggel, amiket gyakorta horrorfilmek, kommersz ("B kategóriás") filmek és tudományos-fantasztikus irodalmi művek ihletnek.

## Története
A műfaj előfutárának a Misfits nevű zenekart tartják, amely 1977-ben jelentette meg első kis- ill. középlemezét, az első nagylemezét, a Walk Among Us-t pedig 1982-ben. A műfaj másik korai képviselője a TSOL (Dance With Me, 1981).

## Zenei jellemzői
Goth és punk hangzás. Esetenként átfed az ún. death rockkal, ami azonban sokkal jobban a goth hangzás irányába tolódik, míg a horror punk szorosabb kapcsolatot ápol az '50-es évek doo-wop és rockabilly zenei stílusaival. A horror punk ezen túlmenően a death rockhoz képest jelentősen gyorsabb, agresszívabb és dallamosabb.
A Dwid Hellion alkotta horror hardcore kifejezés a horror punk és a hardcore punk keverékműfaját jelenti. A Misfits 1983-as albuma, az Earth A.D. is e műfajt képviseli. Olyan zenekarok, mint a Septic Death, a The Banner és az Integrity szintén ebben a műfajban alkottak.

## Egyéb jellemzők
A műfaj tipikus jellemzője a Devilock hajviselet.

## Politikai nézetek
Más punk rock műfajokkal ellentétben a horror punkra nem jellemző a politikai állásfoglalás. Kivételt néhány dalszöveg képvisel; így például a Misfits együttes Bullet című száma, ami John F. Kennedy meggyilkolásáról szól. Emellett a műfaj két jeles képviselője, Jack Grisham és Michale Graves nyíltan hangoztatták politikai nézeteiket.

## A műfaj képviselői
A műfaj ismertebb külföldi képviselői:
- AFI
- Aiden
- Balzac
- Blaster the Rocket Man
- Calabrese
- The Creepshow
- Die Monster Die
- Dr. Chud's X-Ward
- Frankenstein Drag Queens from Planet 13
- Ghoultown
- Gorgeous Frankenstein
- Korol i Sut
- Michale Graves
- The Misfits
- Mourning Noise
- Murderdolls
- Nightmare Sonata
- Nim Vind
- The Other
- TSOL
- Rosemary's Babies
- Rosemary's Billygoat
- Samhain
- Schoolyard Heroes
- Serpenteens
- Snow White's Poison Bite
- Son of Sam
- The Undead
- Vampires Everywhere!
- Vampire Lovers
- Wednesday 13
- Zombina and The Skeletones

A műfaj ismertebb hazai képviselői:
- Angel Evil
- Living Dead Army
- Murders Coming Back
- Gravestalkers
- Monster Mash

## Fordítás
Ez a szócikk részben vagy egészben  a   Horror punk című angol Wikipédia-szócikk ezen változatának fordításán alapul.  Az eredeti cikk szerkesztőit annak laptörténete sorolja fel. Ez a jelzés csupán a megfogalmazás eredetét és a szerzői jogokat jelzi, nem szolgál a cikkben szereplő információk forrásmegjelöléseként.